# Общий отдел ЦК КПСС
Общий отдел ЦК КПСС — структурное подразделение аппарата Центрального Комитета Коммунистической партии Советского Союза. Образован в 1920 году как Секретно-оперативный отдел ЦК РКП(б), упразднён 29 августа 1991 года в связи с приостановлением деятельности КПСС Постановлением Верховного Совета СССР.

## Деятельность
Общий отдел ЦК КПСС занимался канцелярской деятельностью, которая сделала его одним из самых влиятельных ведомств в СССР. Через него проходил весь документооборот ЦК КПСС, в том числе и материалы КГБ СССР. В обязанности Общего отдела ЦК КПСС входило делопроизводство и учёт деятельности аппарата ЦК, а также надзор за соблюдением режима секретности в партийных органах, хранение личной информации о партийных и государственных деятелях СССР.
Общий отдел ЦК КПСС подготавливал материалы к заседаниям Политбюро — повестка дня, записки и справки, предложения и проекты решений готовились Общим отделом ЦК КПСС и рассылались членам и кандидатам в члены Политбюро. Заведующий Общим отделом и его заместитель, кроме того, присутствовали на всех заседаниях Политбюро (Президиума) и Секретариата ЦК КПСС.
В структуре аппарата ЦК КПСС Общий отдел был крупнейшим в ЦК: на 1982 год он насчитывал 232 сотрудника.

## Названия
На протяжении своего существования, название отдела несколько раз менялось, пока, в 1954 году, не было принято окончательное название, применявшееся вплоть до упразднения:
- 1920 — Секретно-оперативный отдел ЦК РКП(б);
- 12.9.1921 — Бюро Секретариата ЦК РКП(б);
- 1925 — Бюро Секретариата ЦК ВКП(б);
- 19.3.1926 — Секретный отдел ЦК ВКП(б);
- 1934 — Особый сектор ЦК ВКП(б);
- 10.1952 — Особый сектор ЦК КПСС;
- 12.1952 — Канцелярия Президиума ЦК КПСС;
- 1952 — Технический Секретариат ЦК КПСС;
- 13.3.1953 — Общий отдел Секретариата ЦК КПСС;
- 1954 — Общий отдел ЦК КПСС.

## Заведующие
Пост заведующего Общим отделом за всю историю его существования занимало 12 человек:
- Н. И. Смирнов (12 сентября 1920 — 20 августа 1922)
- А. М. Назаретян (20 августа 1922 — 1 ноября 1924)
- Л. З. Мехлис (1 ноября 1924 — 22 января 1926)
- И. П. Товстуха (22 января 1926 — 16 июля 1928)
- А. Н. Поскрёбышев (16 июля 1928 — 15 августа 1952)
- Д. Н. Суханов (15 августа 1952 — 20 февраля 1955)
- В. И. Малин (20 февраля 1955 — 30 августа 1965)
- К. У. Черненко (30 августа 1965 — 12 ноября 1982)
- К. М. Боголюбов (12 ноября 1982 — 24 мая 1985)
- А. И. Лукьянов (24 мая 1985 — 17 января 1987)
- В. И. Болдин (17 января 1987 — 3 мая 1991)
- П. П. Лаптев (3 мая — 29 августа 1991)